# Cima Bianca (Torgnon)
La Cima Bianca (in francese e ufficialmente, Cime blanche - pron. fr. AFI: [sim blɑ̃ʃ] - 3.009 m s.l.m.) è una montagna delle Alpi del Weisshorn e del Cervino nelle Alpi Pennine. 

## Caratteristiche
Cima Bianca è una montagna delle Alpi Pennine che raggiunge un’altitudine di 3.009 metri sul livello del mare. 
La cima è nota per la sua conformazione rocciosa e per i panorami spettacolari (grazie al suo isolamento) sulle vette circostanti, in particolare sul Monte Cervino.
Risulta il punto più elevato della costiera che corre tra la Fenêtre de Tsan e la valle centrale. 

## Geografia
La montagna si trova nel territorio comunale di Torgnon, in Valle d'Aosta, ed è parte della catena delle Alpi Pennine. I suoi versanti si caratterizzano per pendii erbosi e zone rocciose, con declivi più dolci sul lato sud e pareti più ripide verso nord.

## Accesso alla vetta
L’accesso alla vetta avviene tramite sentieri escursionistici che partono da Torgnon e dalle località vicine. Durante la stagione estiva è meta di escursionisti e appassionati di trekking, mentre in inverno la zona è frequentata per attività di scialpinismo e sci nelle aree limitrofe.
Nelle vicinanze della cima si trova il Bivacco Lago Tzan (2482 m s.l.m.).